# Nestinus bimaculatus
Nestinus bimaculatus là một loài bọ cánh cứng trong họ Chrysomelidae. Loài này được Clark miêu tả khoa học năm 1886.